# Jan z Wierzbna (zm. po 1266)
Jan z Wierzbna (zm. 3 marca po 1266) – główny doradca księcia wrocławskiego Henryka III Białego, kasztelan ryczyński i wrocławski, z rodu panów z Wierzbnej.
Był synem Stefana Starszego, kasztelana bolesławieckiego, a później niemczańskiego. Umiejscawia się go wśród braci na drugim miejscu pod względem starszeństwa, po Andrzeju, a przed Stefanem Młodszym i Szymonem.
Początkowo przeznaczony do kariery duchownej, odbył studia zagranicą (przypuszczalnie w Paryżu). Jako duchowny występuje w latach 1235–1239. Później zdecydował się powrócić do stanu świeckiego.
Po śmierci ojca i starszego brata Andrzeja w bitwie pod Legnicą w 1241 roku został przywódcą rodu. Stał się też najbliższym doradcą księcia wrocławskiego Henryka III Białego. Od 1254 roku pojawia się w źródłach jako kasztelan ryczyński, w 1261 roku jako kasztelan wrocławski.
Był dwukrotnie żonaty; możliwe, że jego druga żona pochodziła z rodu Świnków. Synami Jana byli:
- Stefan, podstoli wrocławski,
- Jan, kanonik i dziekan wrocławski,
- Henryk, biskup wrocławski.